# جيمس دبليو. فريدمان
جيمس دبليو. فريدمان (بالإنجليزية: James W. Friedman)‏ هو اقتصادي أمريكي، ولد في 25 سبتمبر 1936 في كليفلاند في الولايات المتحدة، وتوفي في 17 فبراير 2016.